# جيرالد روبنسون (لاعب كرة قدم أمريكية)
جيرالد روبنسون (بالإنجليزية: Gerald Robinson) هو لاعب كرة قدم أمريكية أمريكي، ولد في 4 مايو 1963 في توسكيجي في الولايات المتحدة.